# 全支付拍卖
全支付拍卖（英語：all-pay auction）是经济学与博弈论中的一种特殊的拍卖模型。这一模型中，竞拍者凡是报价，就需要如所报价格支付，但和传统的竞拍一样，只有报价最高者可以获得竞拍品。
全支付拍卖模型的納什均衡點存在于所有竞拍者均采取混合策略时，其期望回报为零。卖家的期望收益即为竞拍品的价值。但在一些真实的实验中，溢价是普遍现象，且在长远来看，頻繁得標反而最有可能導致损失。

## 形式
塔洛克拍卖（英語：Tullock auction）或塔洛克博彩（英語：Tullock lottery）是全支付拍卖模型最直接的形式，其中无论赢家和輸家都必须支付自己的叫价。这一模型对理解一些关于公共選擇的经济学观点非常有裨益。拍卖美元中，博弈本身是多人博弈，但演变到最后总是两个竞买人支付出价，故而可以算是塔洛克拍卖的两人形式。
常规彩票或抽彩也可以算是与全支付拍卖有关，因为所有的彩票所有者均不计输赢后果地支付了一定金额。与之类似的拍卖模型就有网络上的一分钱拍卖等。一分钱拍卖的拍卖起价极低，但是每次报价均需要一定手续费和保证金。
摩擦战（war of attrition），也被叫做生物学拍卖也可以算是一种全支付拍卖。摩擦战中，最高价竞买者获得标的，但是未获得标的者也需要支付相对低一些的报价。这一模型被生物学家用来模拟一些常见的生物竞争关系，如一些不由直接肢体对抗解决解释的对抗互动。